# Anisaedus
Anisaedus es un género de arañas de patas palpatorias que fue descrito por Eugène Louis Simon en 1893.

## Especies
A junio de 2019 contenía seis especies, que se encontraban en África, Argentina, Chile, Perú y Ecuador:
- Anisaedus aethiopicus Tullgren, 1910 – Tanzania
- Anisaedus gaujoni Simon, 1893 (especie tipo) – Ecuador, Perú
- Anisaedus levii Chickering, 1966 – África
- Anisaedus pelucidas Platnick, 1975 – Chile
- Anisaedus rufus (Tullgren, 1905) – Argentina
- Anisaedus stridulans González, 1956 – Perú